# Joachim Griese
Joachim Griese (Berne, 25 de agosto de 1952-Hamburgo, 17 de noviembre de 2024) fue un deportista alemán que compitió para la RFA en vela en la clase Star.

## Carrera deportiva
Participó en los Juegos Olímpicos de Los Ángeles 1984, obteniendo una medalla de  plata en la clase Star (junto con Michael Marcour). Ganó una medalla de plata en el Campeonato Mundial de Star de 1983 y una medalla de plata en el Campeonato Europeo de Star de 1983.

## Palmarés internacional
| \| Juegos Olímpicos \| Juegos Olímpicos \| Juegos Olímpicos \| Juegos Olímpicos \| \| Año \| Lugar \| Medalla \| Clase \| \| ------------------ \| ------------------------------- \| ---------------- \| ---------------- \| \| 1984 \| Los Ángeles (Estados Unidos) \| Medalla de plata \| Star \| \| Campeonato Mundial \| \| \| \| \| Año \| Lugar \| Medalla \| Clase \| \| 1983 \| Marina del Rey (Estados Unidos) \| Medalla de plata \| Star \| \| Campeonato Europeo \| \| \| \| \| Año \| Lugar \| Medalla \| Clase \| \| 1983 \| Kiel (RFA) \| Medalla de plata \| Star \| |                                 |                  |       |
| Juegos Olímpicos |                                 |                  |       |
| Año | Lugar                           | Medalla          | Clase |
| 1984 | Los Ángeles (Estados Unidos)    | Medalla de plata | Star  |
| Campeonato Mundial |                                 |                  |       |
| Año | Lugar                           | Medalla          | Clase |
| 1983 | Marina del Rey (Estados Unidos) | Medalla de plata | Star  |
| Campeonato Europeo |                                 |                  |       |
| Año | Lugar                           | Medalla          | Clase |
| 1983 | Kiel (RFA)                      | Medalla de plata | Star  |